# Stallberg (Viereck)
Stallberg ist ein Ortsteil der Gemeinde Viereck des Amtes Uecker-Randow-Tal im Landkreis Vorpommern-Greifswald in Mecklenburg-Vorpommern. Der Name des Ortes ist vor allem bekannt durch den dort befindlichen „Standortübungsplatz Stallberg“.

## Geographie
Stallberg ist der westlichste Ortsteil der Gemeinde Viereck. Er besteht aus mehreren kleinen mit Gehölzen umfassten Siedlungseinheiten, die verstreut in der Wiesenlandschaft am Ostufer der Uecker liegen. Südwestlich des Ortes ändert der Fluss seinen Lauf an einer Stelle fast rechtwinklig; diese markante Biegung des Gewässers wird bereits in einem Buch aus dem 19. Jahrhundert als „der Umschwang“ bezeichnet. Bei Flusskilometer 36,0 befindet sich in der Uecker ein Wehr.
Durch einen breiten Waldgürtel von der Siedlung getrennt, schließen sich östlich der großflächige „Standortübungsplatz Stallberg“ und die Ernst-Thälmann-Siedlung an.

## Geschichte
Johann Daniel Friedrich Rumpf bezeichnet in seinem 1821 entstandenen dreibändigen Werk Vollständiges topographisches Wörterbuch des preußischen Staats Stallberg mit seinen zwei Ortsteilen Groß- und Klein-Stallberg als „Holländerei bei Torgelow in Pommern“. Gemäß dieser Quelle hatte die Holländerei Groß-Stallberg zu jener Zeit 33 Einwohner und die Holländerei Klein-Stallberg 20 Einwohner.
Im Jahr 1930 gehörte Stallberg mit drei Untereinheiten namens Groß-Stallberg, Klein-Stallberg und Forsthaus Stallberg zur ehemaligen Gemeinde Stallberger Revier im Kreis Ueckermünde in der Provinz Pommern. Die Gemeinde Stallberger Revier sowie der namensgebende Ort der heutigen Hauptgemeinde Viereck waren damals dem Amtsbezirk des ehemaligen Amtes Stallberg zugeordnet, das seinen Sitz in Neuenkrug hatte.
Am 1. Juli 1950 wurden die bis dahin eigenständigen Gemeinden Stallberg und Uhlenkrug in die Gemeinde Viereck eingemeindet.

## Religion
Die Protestanten (Angehörige der Landeskirche) aus Stallberg gehören zum evangelischen Pfarramt Torgelow, die Katholiken zum katholischen Pfarramt Viereck.

## Baudenkmale
Die Liste der Baudenkmale in Viereck führt für Stallberg drei Objekte auf, die unter Denkmalschutz stehen. Neben der Schule mit Stall (Stallberg 10) und einem Wohnhaus mit Stall (Stallberg 11/12) zählt hierzu auch der Stallberger Friedhof mit dem Grabmal von Ernst Schröder und dem Grab Krug.

## Militärstandort
Am Standort Stallberg waren mehrere Einheiten der Nationalen Volksarmee (NVA) der DDR stationiert. Von 1962 bis 1977 war in Stallberg die 5. Raketenbrigade der NVA stationiert, außerdem das Panzerregiment 23 „Julian Marchlewski“ und das Flugabwehrraketenregiment 23 (FRR-23) „Rudolf Breitscheid“ mit der Technischen Abteilung 230 (TA-230) und die Fla-Raketenwerkstatt 33 als Teile der 3. Luftverteidigungsdivision der NVA. Heute befindet sich auf demselben Gelände der „Standortübungsplatz Stallberg“.

## Verkehr
Durch Stallberg führt in Nord-Süd-Richtung die Erschließungsstraße „An der Uecker“, die im Waldgebiet nördlich des Standortübungsplatzes in die Landesstraße L 321 einmündet. Im Südwesten verbindet die Straße „An der Uecker“ Stallberg mit dem Nachbarort Liepe, einem Ortsteil der Gemeinde Hammer a. d. Uecker.

## Tourismus
In Stallberg gibt es am Ufer der Uecker einen Wasserwanderrastplatz.